# Lajos Simó
Lajos Simó, romunsko-madžarski rokometaš, * 12. julij 1943, Reghin, Romunija, † 16. september 2019.
Leta 1972 je na poletnih olimpijskih igrah v Münchnu v sestavi madžarske rokometne reprezentance osvojil osmo mesto.